# Lijst van voetbalinterlands Paraguay - Peru
Deze lijst van voetbalinterlands is een overzicht van alle officiële voetbalwedstrijden tussen de nationale teams van Paraguay en Peru. De Zuid-Amerikaanse landen speelden tot op heden 59 keer keer tegen elkaar. De eerste ontmoeting, een wedstrijd tijdens de Copa América 1929, werd gespeeld in Buenos Aires (Argentinië) op 16 november 1929. Het laatste duel, een vriendschappelijke wedstrijd, vond plaats op 7 juni 2024 in Lima.

## Wedstrijden
| №  | Plaats               | Datum             | Competitie           | Wedstrijd       | Uitslag |
| -- | -------------------- | ----------------- | -------------------- | --------------- | ------- |
| 1  | Buenos Aires         | 16 november 1929  | Copa América 1929    | Peru – Paraguay | 0 – 5   |
| 2  | Buenos Aires         | 24 januari 1937   | Copa América 1937    | Peru – Paraguay | 1 – 0   |
| 3  | Lima                 | 29 januari 1939   | Copa América 1939    | Peru – Paraguay | 3 – 0   |
| 4  | Montevideo           | 18 januari 1942   | Copa América 1942    | Paraguay – Peru | 1 – 1   |
| 5  | Guayaquil            | 6 december 1947   | Copa América 1947    | Peru – Paraguay | 2 – 2   |
| 6  | Rio de Janeiro       | 13 april 1949     | Copa América 1949    | Peru – Paraguay | 1 – 3   |
| 7  | Lima                 | 8 maart 1953      | Copa América 1953    | Peru – Paraguay | 2 – 2   |
| 8  | Santiago             | 23 maart 1955     | Copa América 1955    | Peru – Paraguay | 1 – 1   |
| 9  | Montevideo           | 5 februari 1956   | Copa América 1956    | Peru – Paraguay | 1 – 1   |
| 10 | Buenos Aires         | 2 april 1959      | Copa América 1959    | Peru – Paraguay | 1 – 2   |
| 11 | Cochabamba           | 27 maart 1963     | Copa América 1963    | Peru – Paraguay | 1 – 4   |
| 12 | Lima                 | 3 april 1965      | Vriendschappelijk    | Peru – Paraguay | 0 – 1   |
| 13 | Lima                 | 9 juli 1969       | Vriendschappelijk    | Peru – Paraguay | 2 – 1   |
| 14 | Lima                 | 18 juli 1969      | Vriendschappelijk    | Peru – Paraguay | 2 – 1   |
| 15 | Lima                 | 27 juli 1971      | Vriendschappelijk    | Peru – Paraguay | 0 – 0   |
| 16 | Asunción             | 15 augustus 1971  | Vriendschappelijk    | Paraguay – Peru | 2 – 0   |
| 17 | Campo Grande         | 14 juni 1972      | Vriendschappelijk    | Peru – Paraguay | 0 – 1   |
| 18 | Lima                 | 28 maart 1973     | Vriendschappelijk    | Peru – Paraguay | 1 – 0   |
| 19 | Asunción             | 8 april 1973      | Vriendschappelijk    | Paraguay – Peru | 1 – 1   |
| 20 | Lima                 | 10 juli 1975      | Vriendschappelijk    | Peru – Paraguay | 2 – 0   |
| 21 | Lima                 | 10 oktober 1979   | Vriendschappelijk    | Peru – Paraguay | 2 – 3   |
| 22 | Lima                 | 5 oktober 1983    | Vriendschappelijk    | Peru – Paraguay | 0 – 2   |
| 23 | Asunción             | 7 oktober 1983    | Vriendschappelijk    | Paraguay – Peru | 4 – 1   |
| 24 | Lima                 | 16 oktober 1985   | Vriendschappelijk    | Peru – Paraguay | 0 – 1   |
| 25 | Lima                 | 14 september 1988 | Vriendschappelijk    | Peru – Paraguay | 0 – 1   |
| 26 | Lima                 | 21 september 1988 | Vriendschappelijk    | Peru – Paraguay | 0 – 1   |
| 27 | Asunción             | 15 mei 1989       | Vriendschappelijk    | Paraguay – Peru | 1 – 1   |
| 28 | Salvador             | 1 juli 1989       | Copa América 1989    | Peru – Paraguay | 2 – 5   |
| 29 | Santiago             | 6 juli 1991       | Copa América 1991    | Peru – Paraguay | 0 – 1   |
| 30 | Cuenca               | 21 juni 1993      | Copa América 1993    | Paraguay – Peru | 1 – 1   |
| 31 | Asunción             | 15 augustus 1993  | WK 1994 kwalificatie | Paraguay – Peru | 2 – 1   |
| 32 | Lima                 | 5 september 1993  | WK 1994 kwalificatie | Peru – Paraguay | 2 – 2   |
| 33 | Asunción             | 12 februari 1997  | WK 1998 kwalificatie | Paraguay – Peru | 2 – 1   |
| 34 | Lima                 | 15 november 1997  | WK 1998 kwalificatie | Peru – Paraguay | 1 – 0   |
| 35 | Pedro Juan Caballero | 5 juli 1999       | Copa América 1999    | Paraguay – Peru | 1 – 0   |
| 36 | Lima                 | 29 maart 2000     | WK 2002 kwalificatie | Peru – Paraguay | 2 – 0   |
| 37 | Asunción             | 15 november 2000  | WK 2002 kwalificatie | Paraguay – Peru | 5 – 1   |
| 38 | Cali                 | 12 juli 2001      | Copa América 2001    | Peru – Paraguay | 3 – 3   |
| 39 | Lima                 | 30 april 2003     | Vriendschappelijk    | Peru – Paraguay | 0 – 1   |
| 40 | Lima                 | 6 september 2003  | WK 2006 kwalificatie | Peru – Paraguay | 4 – 1   |
| 41 | Asunción             | 13 oktober 2004   | WK 2006 kwalificatie | Paraguay – Peru | 1 – 1   |
| 42 | Lima                 | 13 oktober 2007   | WK 2010 kwalificatie | Peru – Paraguay | 0 – 0   |
| 43 | Asunción             | 15 oktober 2008   | WK 2010 kwalificatie | Paraguay – Peru | 1 – 0   |
| 44 | Lima                 | 11 februari 2009  | Vriendschappelijk    | Peru – Paraguay | 0 – 1   |
| 45 | Lima                 | 7 oktober 2011    | WK 2014 kwalificatie | Peru – Paraguay | 2 – 0   |
| 46 | Asunción             | 16 oktober 2012   | WK 2014 kwalificatie | Paraguay – Peru | 1 – 0   |
| 47 | Luque                | 14 november 2014  | Vriendschappelijk    | Paraguay – Peru | 2 – 1   |
| 48 | Lima                 | 18 november 2014  | Vriendschappelijk    | Peru – Paraguay | 2 – 1   |
| 49 | Concepción           | 3 juli 2015       | Copa América 2015    | Peru – Paraguay | 2 – 0   |
| 50 | Lima                 | 13 november 2015  | WK 2018 kwalificatie | Peru − Paraguay | 1 − 0   |
| 51 | Asunción             | 10 november 2016  | WK 2018 kwalificatie | Paraguay − Peru | 1 − 4   |
| 52 | Trujillo             | 8 juni 2017       | Vriendschappelijk    | Peru − Paraguay | 1 − 0   |
| 53 | Harrison             | 22 maart 2019     | Vriendschappelijk    | Peru − Paraguay | 1 − 0   |
| 54 | Asunción             | 8 oktober 2020    | WK 2022 kwalificatie | Paraguay − Peru | 2 − 2   |
| 55 | Goiânia              | 2 juli 2021       | Copa América 2021    | Peru − Paraguay | 3 − 3   |
| 56 | Lima                 | 29 maart 2022     | WK 2022 kwalificatie | Peru − Paraguay | 2 − 0   |
| 57 | Lima                 | 16 november 2022  | Vriendschappelijk    | Peru − Paraguay | 1 − 0   |
| 58 | Ciudad del Este      | 7 september 2023  | WK 2026 kwalificatie | Paraguay − Peru | 0 − 0   |
| 59 | Lima                 | 7 juni 2024       | Vriendschappelijk    | Peru − Paraguay | 0 − 0   |
| 60 | Lima                 | 9 september 2025  | WK 2026 kwalificatie | Peru − Paraguay |         |

## Samenvatting
| Competitie        | Totaal gespeeld | Winst Paraguay | Gelijk | Winst Peru | Doelsaldo Paraguay – Peru |
| ----------------- | --------------- | -------------- | ------ | ---------- | ------------------------- |
| WK-kwalificatie   | 17              | 5              | 5      | 7          | 18 − 24                   |
| Copa América      | 18              | 7              | 8      | 3          | 35 − 25                   |
| Vriendschappelijk | 24              | 12             | 4      | 8          | 25 − 18                   |
| Totaal            | 59              | 24             | 17     | 18         | 78 − 67                   |

## Details

### Twaalfde ontmoeting
| Vriendschappelijk (Lima, Peru, 3 april 1965): |       |                    |
| Peru                                          | 0 – 1 | Paraguay           |
|                                               | goals | 10' Ramón Riquelme |
| - Debuut van Héctor Chumpitaz voor Peru.      |       |                    |

### 36ste ontmoeting
| WK 2002 kwalificatie (Lima, Peru, 29 maart 2000): |       |          |
| Peru                                              | 2 – 0 | Paraguay |
| Nolberto Solano 55' (pen.) Roberto Palacios 60'   | goals |          |

### 37ste ontmoeting
| WK 2002 kwalificatie (Asunción, Paraguay, 15 november 2000):                                                      |       |                  |
| Paraguay | 5 – 1 | Peru             |
| Roque Santa Cruz 15' José del Solar 25' (e.d.) José Cardozo 45' Carlos Paredes 65' José Luis Chilavert 83' (pen.) | goals | 76' Pedro García |

### 38ste ontmoeting
| Copa América 2001 (Cali, Colombia, 12 juli 2001):    |       |                                                              |
| Peru                                                 | 3 – 3 | Paraguay                                                     |
| Abel Lobatón 16' Juan Pajuelo 57' José del Solar 72' | goals | 23' Virgilio Ferreira 64' Virgilio Ferreira 90' Silvio Garay |

### 39ste ontmoeting
| Vriendschappelijk (Lima, Peru, 30 april 2003): |       |                     |
| Peru                                           | 0 – 1 | Paraguay            |
|                                                | goals | 73' Guido Alvarenga |

### 40ste ontmoeting
| WK 2006 kwalificatie (Lima, Peru, 6 september 2003):                       |       |                    |
| Peru                                                                       | 4 – 1 | Paraguay           |
| Nolberto Solano 34' Andrés Mendoza 42' Jorge Soto 83' Jefferson Farfán 90' | goals | 24' Carlos Gamarra |

### 47ste ontmoeting
| Vriendschappelijk (Luque, Paraguay, 14 november 2014): |       |                    |
| Paraguay                                               | 2 – 1 | Peru               |
| Ángel Romero 72' Derlis González 90' (pen.)            | goals | 74' Paolo Guerrero |

### 48ste ontmoeting
| Vriendschappelijk (Lima, Peru, 18 november 2014): |              | |
| Peru | 2 – 1        | Paraguay |
| Carlos Ascues 74' Carlos Ascues 82' | goals        | 43' Roque Santa Cruz |
| Pablo Bengoechea | bondscoach   | Víctor Genés |
| Pedro Gallese Iván Santillán 46' Christian Ramos Alexander Callens Luis Ramírez 72' Josepmir Ballón 72' Luis Advíncula Mario Velarde 46' Juan Vargas Paolo Guerrero Jean Deza 46' | opstellingen | Justo Villar 84' Iván Piris 46' Gustavo Gómez Paulo da Silva Luis Cardozo 67' Ángel Romero 46' Cristian Riveros 46' Celso Ortíz Jorge Moreira Edgar Benítez Roque Santa Cruz |
| André Carrillo 46' Cristián Benavente 46' Yordy Reyna 46' Carlos Ascues 72' Josimar Atoche 72' Raúl Fernández Horacio Benincasa Rodrigo Cuba Yoshimar Yotún Paolo Hurtado         | wissels      | 46' Víctor Cáceres 46' Jorge Rojas 46' Marcos Riveros 67' Óscar Ruiz 84' Derlis Gonzalez Antonio Franco Junior Alonso Víctor Ayala Antonio Sanabria                          |
| Luis Ramírez 40' | gele kaarten | 50' Víctor Cáceres 52' Luis Cardozo 86' Roque Santa Cruz |
| Paolo Guerrero ??', 67' Yordy Reyna 90' | rode kaarten | 90' Derlis Gonzalez |

APF · A-internationals · Selecties · Bondscoaches · Paraguayaans vrouwenelftal · Paraguay U21 · Paraguay U20 · Paraguay U19 · Paraguay U18 · Paraguay U17
1919 – 1929 · 
1930 – 1939 · 
1940 – 1949 · 
1950 – 1959 · 
1960 – 1969 · 
1970 – 1979 · 
1980 – 1989 · 
1990 – 1999 · 
2000 – 2009 · 
2010 – 2019 ·
2020 − 2029
WK 1930 · 
WK 1950 · 
WK 1958 · 
WK 1986 · 
WK 1998 · 
WK 2002 · 
WK 2006 · 
WK 2010
OS 1992 · 
OS 2004
1919 · 
1920 · 
1921 · 
1922 · 
1923 · 
1924 · 
1925 · 
1926 · 
1927 · 
1928 · 
1929 · 
1930 · 
1931 · 
1932–1936 · 
1937 · 
1938 · 
1939 · 
1940 · 
1941 · 
1942 · 
1943 · 
1944 · 
1945 · 
1946 · 
1947 · 
1948 · 
1949 · 
1950 · 
1951–1952 · 
1953 · 
1954 · 
1955 · 
1956 · 
1957 · 
1958 · 
1959 · 
1960 · 
1961 · 
1962 · 
1963 · 
1964 · 
1965 · 
1966 · 
1967 · 
1968 · 
1969 · 
1970 · 
1971 · 
1972 · 
1973 · 
1974 · 
1975 · 
1976 · 
1977 · 
1978 · 
1979 · 
1980 · 
1981 · 
1982 · 
1983 · 
1984 · 
1985 · 
1986 · 
1987 · 
1988 · 
1989 · 
1990 · 
1991 · 
1992 · 
1993 · 
1994 · 
1995 · 
1996 · 
1997 · 
1998 · 
1999 · 
2000 · 
2001 · 
2002 · 
2003 · 
2004 · 
2005 · 
2006 · 
2007 · 
2008 · 
2009 · 
2010 · 
2011 · 
2012 · 
2013 · 
2014 · 
2015 · 
2016 ·
2017 ·
2018 ·
2019 ·
2020 ·
2021 ·
2022
Argentinië ·
Armenië ·
Australië ·
Bahrein ·
België ·
Bolivia ·
Bosnië en Herzegovina · 
Brazilië ·
Bulgarije ·
Canada ·
Chili ·
China ·
Colombia ·
Costa Rica ·
Denemarken ·
Duitsland ·
Ecuador ·
El Salvador ·
Engeland ·
Frankrijk ·
Georgië ·
Griekenland ·
Guadeloupe ·
Guatemala ·
Honduras ·
Hongarije ·
Hongkong ·
Ierland ·
Indonesië ·
Irak ·
Iran ·
Italië ·
Ivoorkust ·
Jamaica ·
Japan ·
Joegoslavië ·
Jordanië ·
Kameroen ·
Marokko ·
Mexico ·
Nederland ·
Nicaragua ·
Nieuw-Zeeland ·
Nigeria ·
Noord-Korea ·
Noord-Macedonië ·
Noorwegen ·
Oman ·
Oostenrijk ·
Panama ·
Peru ·
Polen ·
Portugal ·
Qatar ·
Roemenië ·
Saoedi-Arabië ·
Schotland ·
Servië ·
Slovenië ·
Slowakije ·
Spanje ·
Togo ·
Trinidad en Tobago ·
Tsjechië ·
Turkije ·
Uruguay ·
Venezuela ·
Verenigde Arabische Emiraten ·
Verenigde Staten ·
Wales ·
Zuid-Afrika ·
Zuid-Korea ·
Zweden
Engeland (2006) · 
Italië (2010) · 
Slovenië (2002) · 
Spanje (2002) · 
Trinidad en Tobago (2006) · 
Zuid-Afrika (2002) · 
Zweden (2006)
FPF · A-internationals · Selecties · Bondscoaches · Statistieken · Peruviaans vrouwenelftal · Olympisch elftal · Peru U21 · Peru U20 · Peru U19 · Peru U18 · Peru U17
1920 – 1929 ·
1930 – 1939 ·
1940 – 1949 ·
1950 – 1959 ·
1960 – 1969 ·
1970 – 1979 ·
1980 – 1989 ·
1990 – 1999 ·
2000 – 2009 ·
2010 – 2019 ·
2020 – 2029
WK 1930 · 
WK 1970 · 
WK 1978 · 
WK 1982 · 
WK 2018
OS 1936 · 
OS 1960
1927 · 
1928 · 
1929 · 
1930 · 
1931 · 1932 · 1933 · 1934 · 
1935 · 
1936 · 
1937 · 
1938 · 
1939 · 
1940 · 
1941 · 
1942 · 
1943 · 1944 · 1945 · 1946 · 
1947 · 
1948 · 
1949 · 
1950 · 1951 · 
1952 · 
1953 · 
1954 · 
1955 · 
1956 · 
1957 · 
1958 · 
1959 · 
1960 · 
1961 · 
1962 · 
1963 · 
1964 · 
1965 · 
1966 · 
1967 · 
1968 · 
1969 · 
1970 · 
1971 · 
1972 · 
1973 · 
1974 · 
1975 · 
1976 · 
1977 · 
1978 · 
1979 · 
1980 · 
1981 · 
1982 · 
1983 · 
1984 · 
1985 · 
1986 · 
1987 · 
1988 · 
1989 · 
1990 · 
1991 · 
1992 · 
1993 · 
1994 · 
1995 · 
1996 · 
1997 · 
1998 · 
1999 · 
2000 · 
2001 · 
2002 · 
2003 · 
2004 · 
2005 · 
2006 · 
2007 · 
2008 · 
2009 · 
2010 · 
2012 · 
2012 · 
2013 · 
2014 · 
2015 · 
2016 · 
2017 · 
2018 · 
2019 · 
2020 · 
2021 ·
2022 ·
2023 ·
2024
Algerije ·
Argentinië ·
Armenië ·
Australië ·
België ·
Bolivia ·
Brazilië ·
Bulgarije ·
Canada ·
Chili ·
China ·
Colombia ·
Costa Rica ·
Denemarken ·
Dominicaanse Republiek ·
Duitsland ·
Ecuador ·
El Salvador ·
Engeland ·
Finland ·
Frankrijk ·
Guatemala ·
Haïti ·
Honduras ·
Hongarije ·
IJsland · 
India ·
Irak ·
Iran ·
Italië ·
Jamaica ·
Japan ·
Joegoslavië ·
Kameroen ·
Kroatië ·
Marokko ·
Mexico ·
Nederland ·
Nicaragua ·
Nieuw-Zeeland ·
Nigeria ·
Oostenrijk ·
Panama ·
Paraguay ·
Polen ·
Qatar ·
Roemenië ·
Saoedi-Arabië ·
Schotland ·
Slowakije ·
Sovjet-Unie ·
Spanje ·
Trinidad en Tobago ·
Tsjechië ·
Tunesië ·
Uruguay ·
Venezuela ·
Verenigde Arabische Emiraten ·
Verenigde Staten ·
Wit-Rusland ·
Zuid-Korea ·
Zweden ·
Zwitserland
Australië (2018) ·
Denemarken (2018) ·
Frankrijk (2018) ·
Italië (1982) · 
Kameroen (1982) · 
Polen (1982)